# Verdrillmast

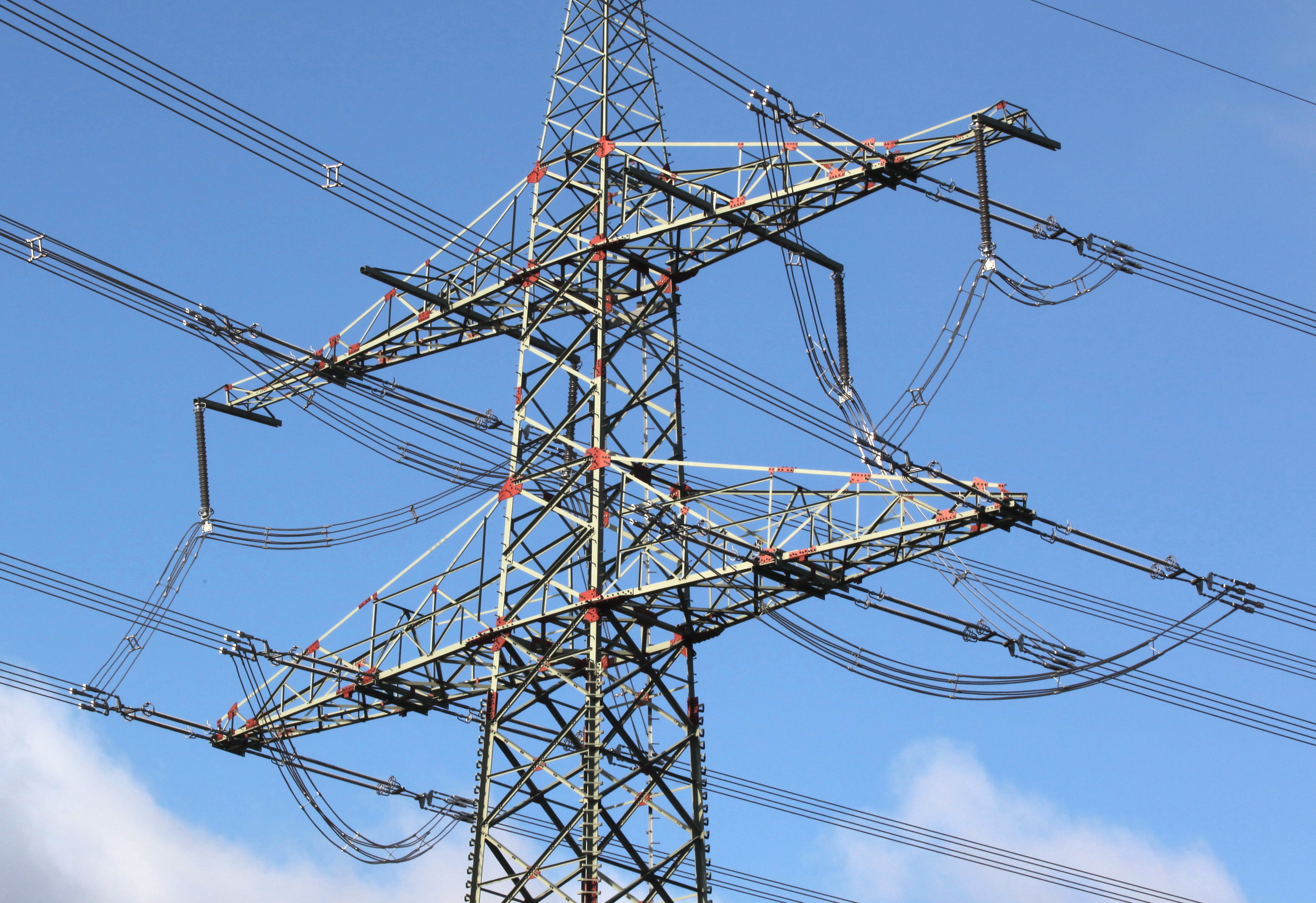
Verdrillmast einer 380-kV-Leitung. Von links wechseln die Leiter: von innen nach außen, außen nach oben, oben nach innen

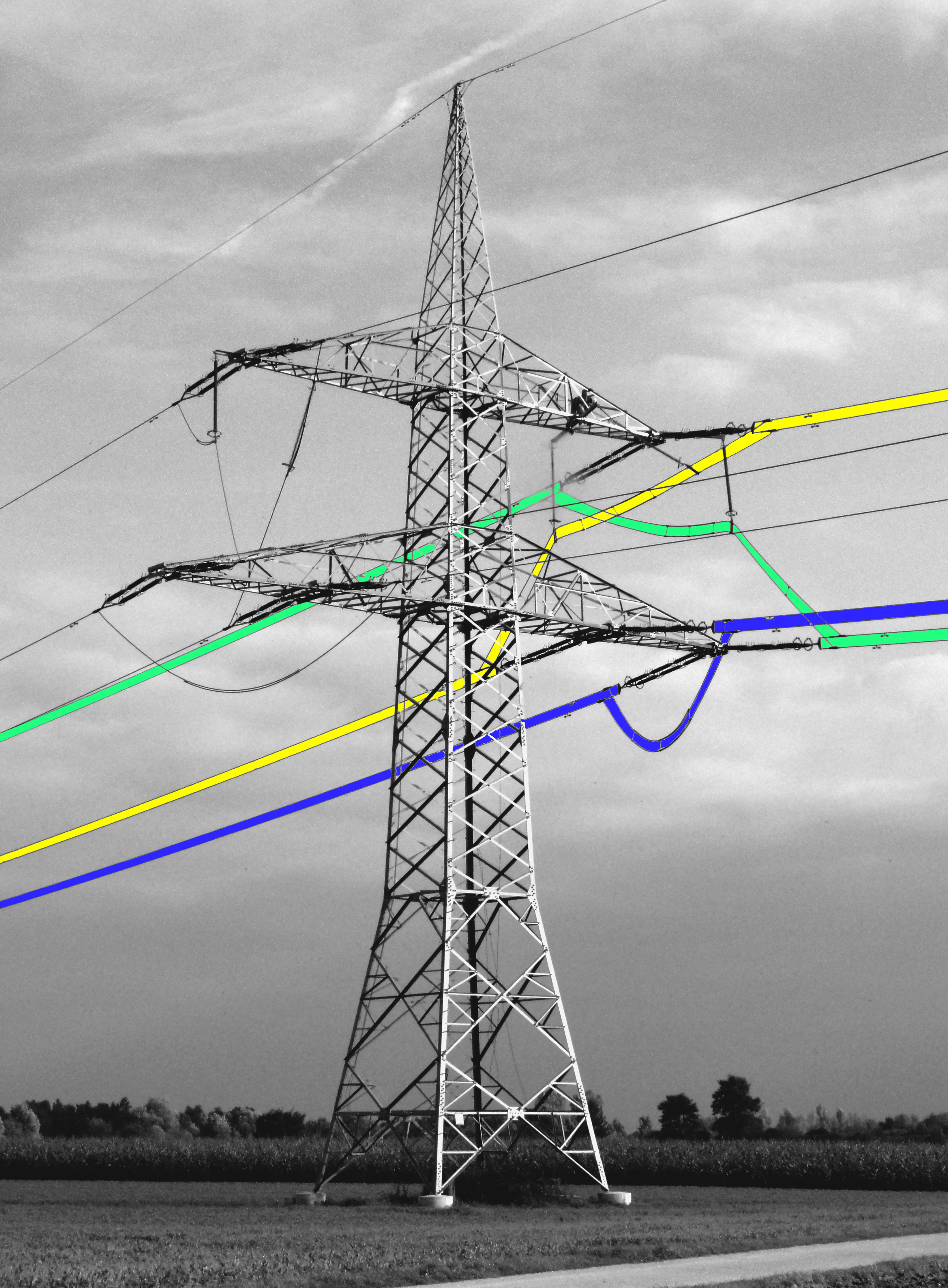
Verdrillmast, Leitertausch farblich hervorgehoben

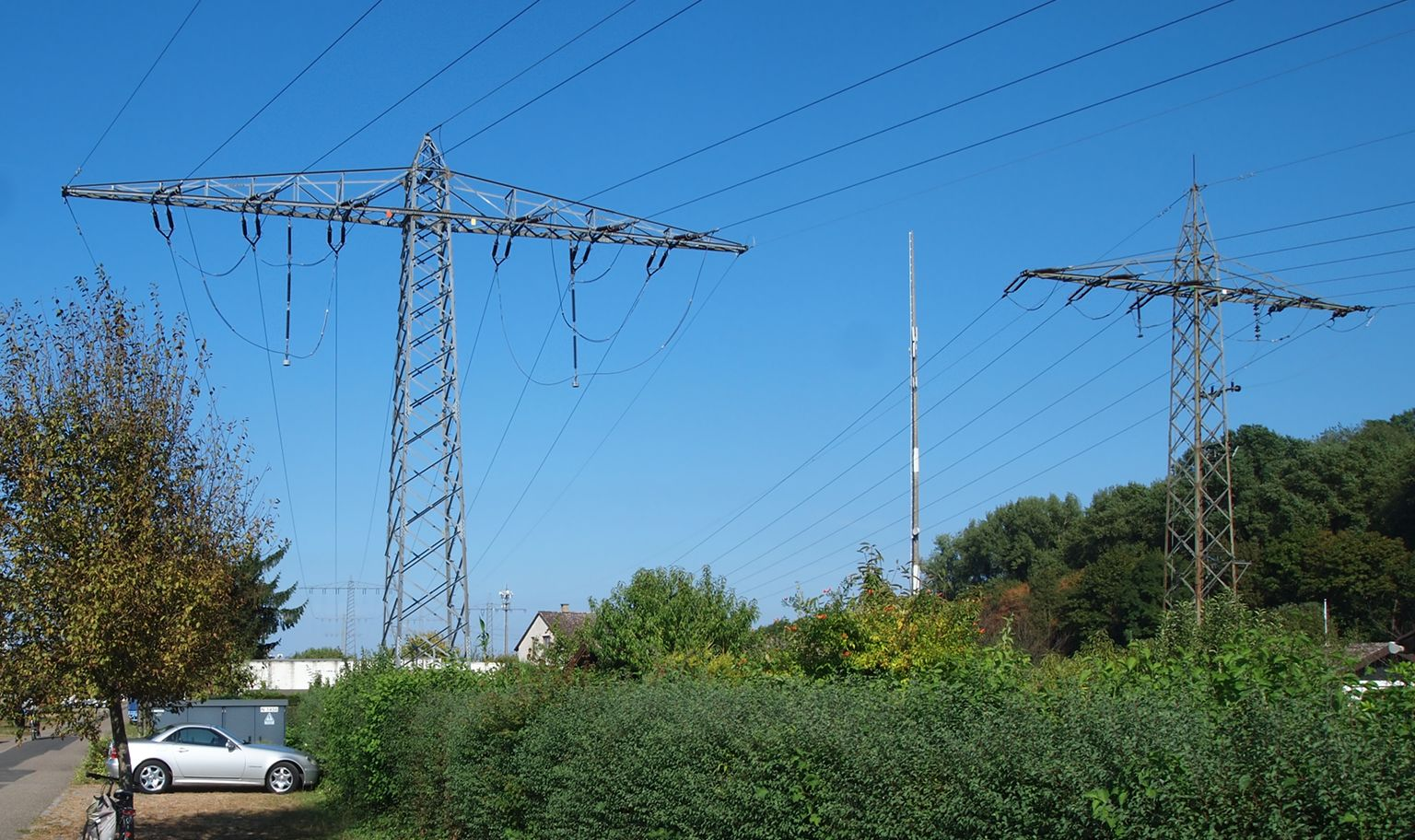
Zwei unterschiedliche Verdrillungen an einer 110-kV-Leitung in Einebenenanordnung (linker Mast). Links wechseln innerer und mittlerer Leiter um eine Position nach außen, der äußere wechselt nach innen. Rechts ist der mittlere Leiter durchverbunden, die äußeren tauschen ihre Positionen.

Ein Verdrillmast ist in der elektrischen Energietechnik ein Abspannmast, an dem einige oder alle Außenleiter eines Stromkreises auf dem Mast ihre Positionen tauschen.

## Nutzen
Die einzelnen Außenleiter einer Freileitung weisen konstruktiv bedingt ein unterschiedliches elektrisches Verhalten auf. Das gilt insbesondere für den Kapazitätsbelag: Je weiter ein Außenleiter vom Erdboden bzw. von den (geerdeten) Masten entfernt installiert ist, desto geringer seine elektrische Kapazität gegen Erde. Diese unterschiedlichen Eigenschaften erzeugen Unsymmetrien in der Leitung, die sich in Übertragungsverlusten durch Blindstrom zeigen. Durch Verdrillen werden, vereinfacht gesprochen, die unterschiedlichen Positionen gleichmäßig auf alle Außenleiter verteilt, was ihre elektrischen Eigenschaften über die gesamte Leitungslänge angleicht und diese Verluste minimiert.
Verdrillmaßnahmen lohnen sich bei Freileitungen ab 110 kV, die länger als 20 km sind.
Zudem kommt es auch bei der Erdschlusskompensation auf eine möglichst symmetrische Leiterkapazität an.

## Bauliche Ausführung
In der Regel wird die Verdrillung an einem Abspannmasten installiert, indem dessen Stromschlaufen nicht wie üblich geradeaus zur gleichen Leiterposition auf der anderen Seite des Mastes geführt werden, sondern zu einer anderen. Insbesondere bei Überkreuzungen muss dabei auch zwischen den Stromschlaufen der nötige Abstand sichergestellt werden, was konstruktive Zusatzmaßnahmen erfordern kann.
Eine Verdrillung kann alternativ auch im Spannfeld zwischen zwei Masten vorgenommen werden. Entweder werden dazu die Leiter durch Längsisolatoren unterbrochen und mit Stromschlaufen versetzt durchverbunden, oder ein dreieckiges Leitungsprofil (etwa zwischen zwei Donaumasten) führt als Ganzes eine Dritteldrehung von einem zum nächsten Mast durch. Diese Möglichkeit wird in Deutschland wegen der eingeschränkten Betriebssicherheit (Zusammenschlagen der Leiter wegen geringerer Abstände möglich) nicht genutzt.
Für die Ausführung und Platzierung der Verdrillungen gibt es unterschiedliche Verdrillschemata, darunter auch solche, wo nicht alle drei, sondern immer nur jeweils zwei Außenleiter die Plätze wechseln.

## Beispiele

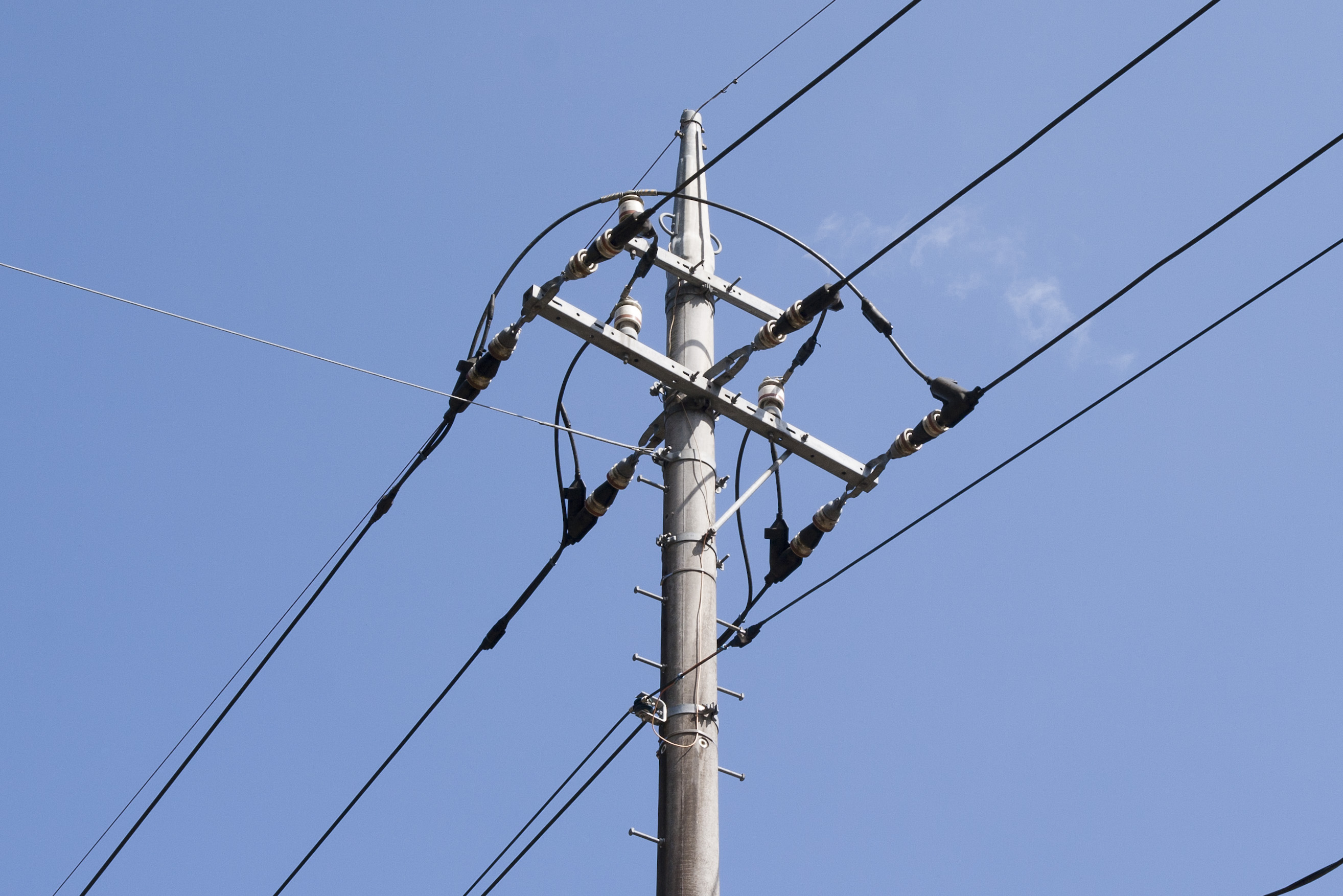
Verdrillung einer Mittelspannungsleitung in Japan
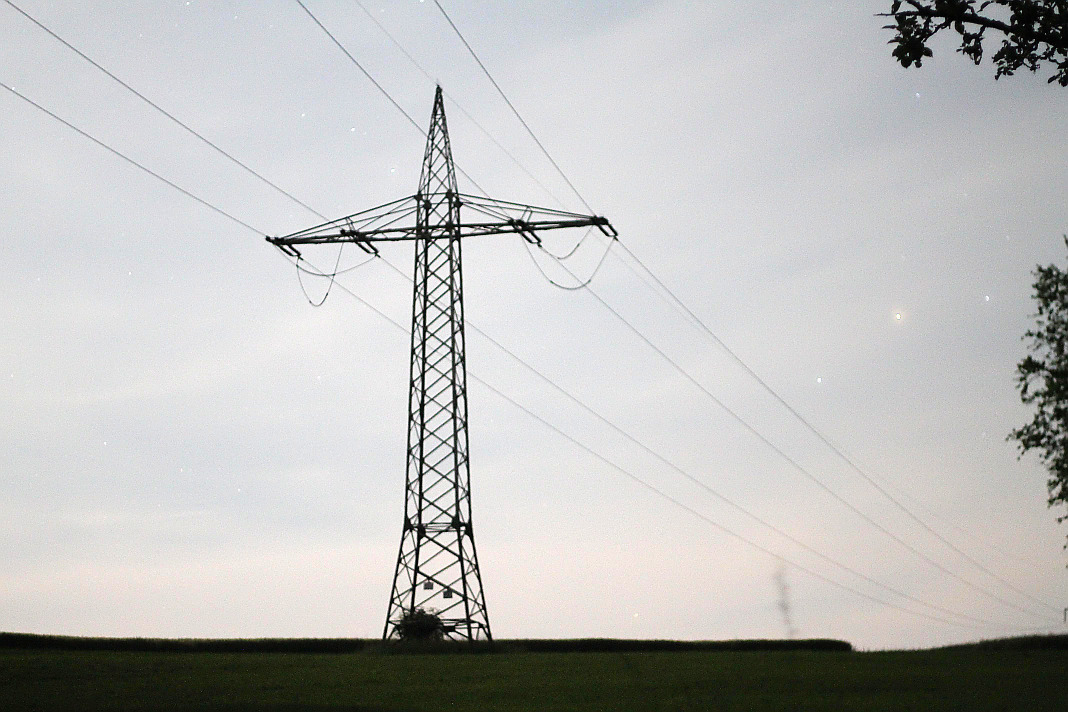
Verdrillmast einer Bahnstromleitung
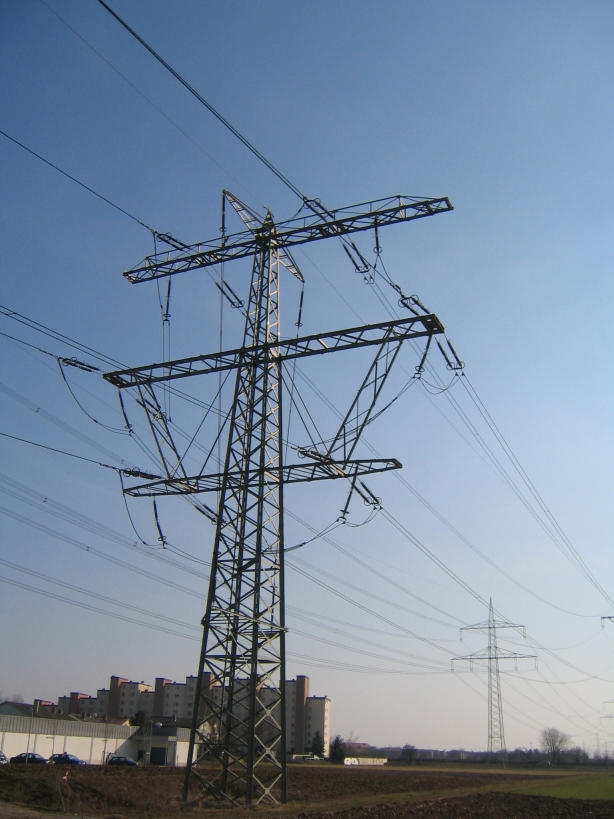
Verdrillmast einer 220-kV-Leitung in Ilvesheim
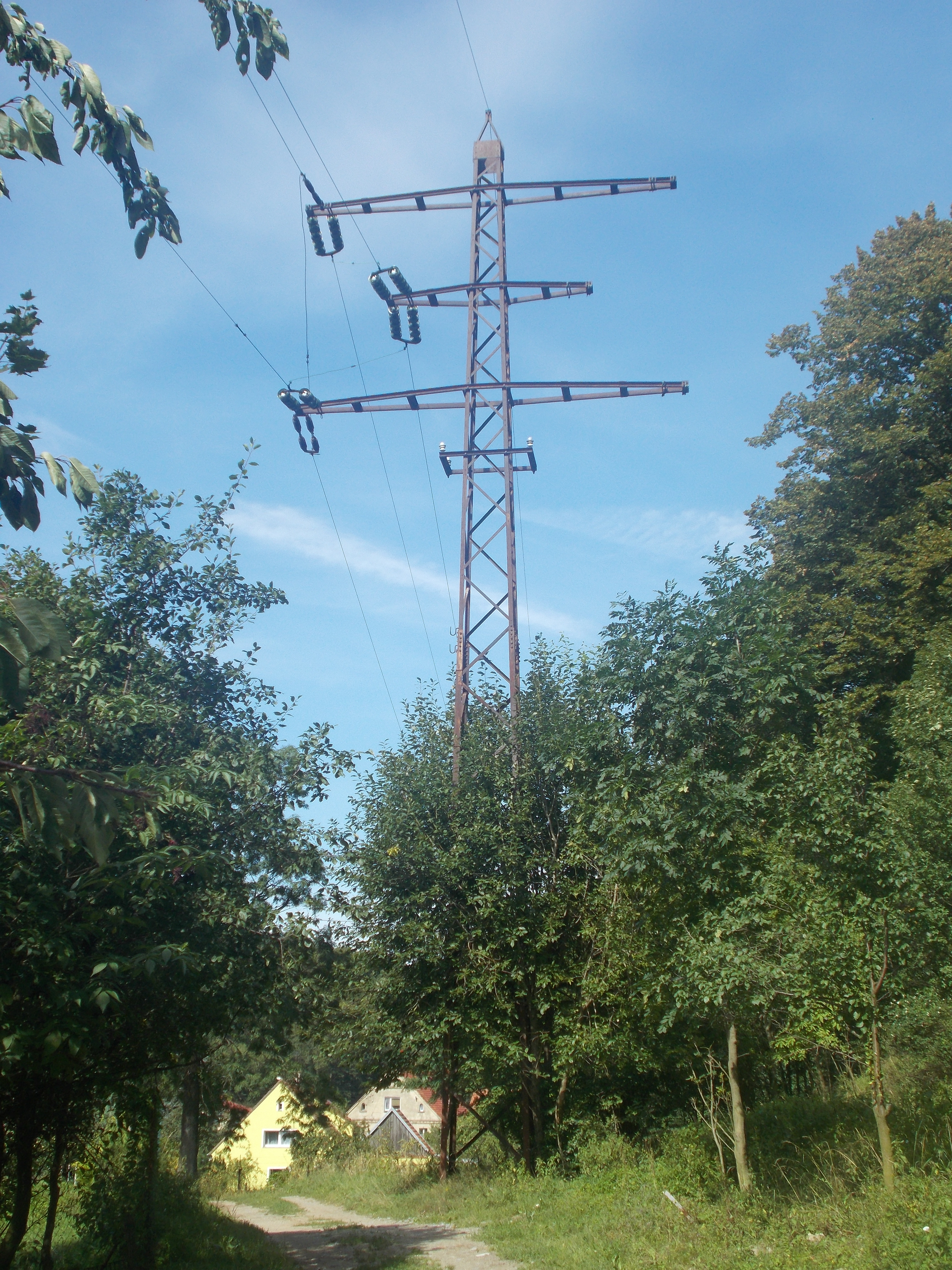
Älterer Verdrillmast, über welchen die Verdrillung über verlängerte Traversen geführt wird
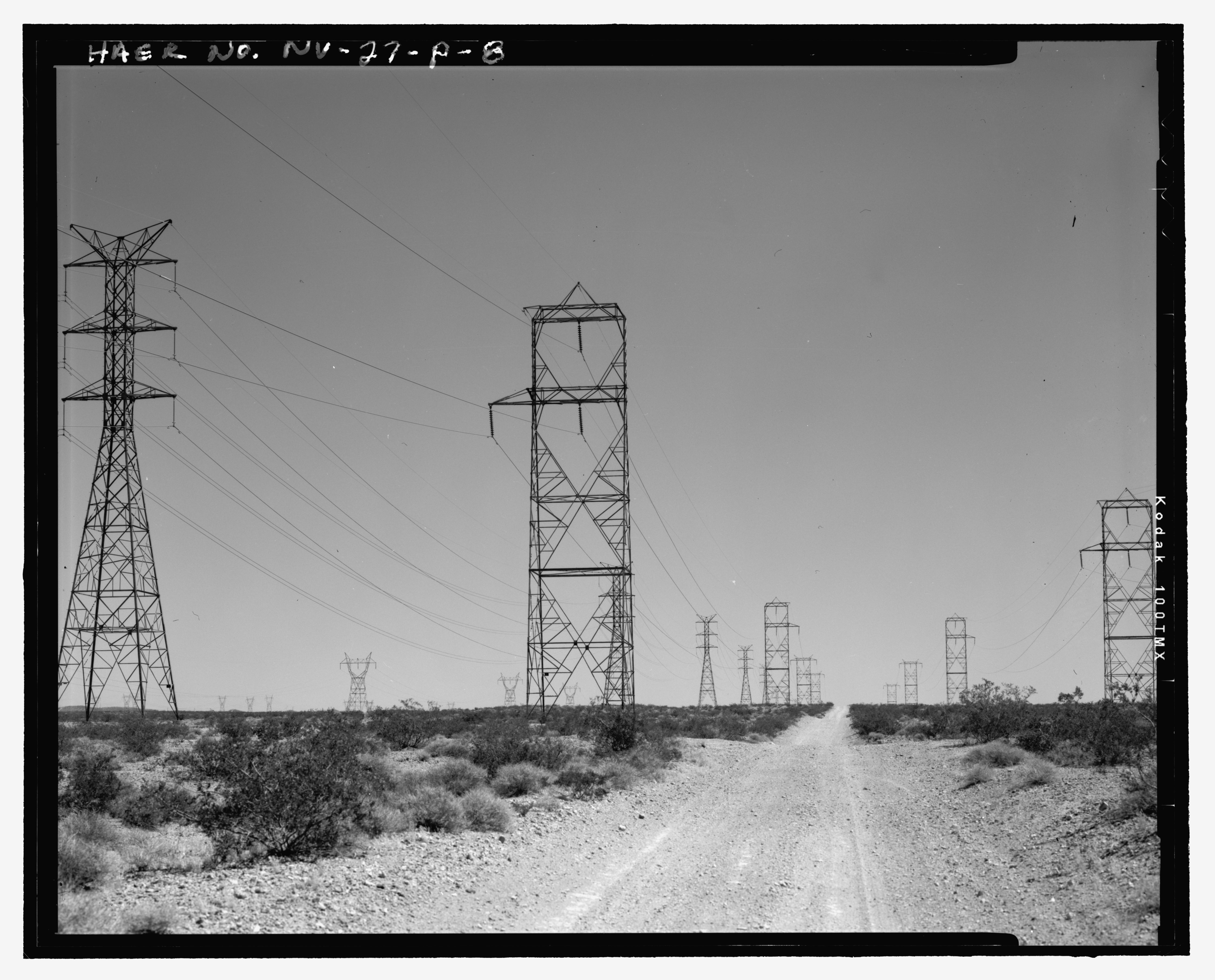
Verdrillung einkreisiger Leitungen in den USA, welche über mehrere spezielle Masten erfolgt
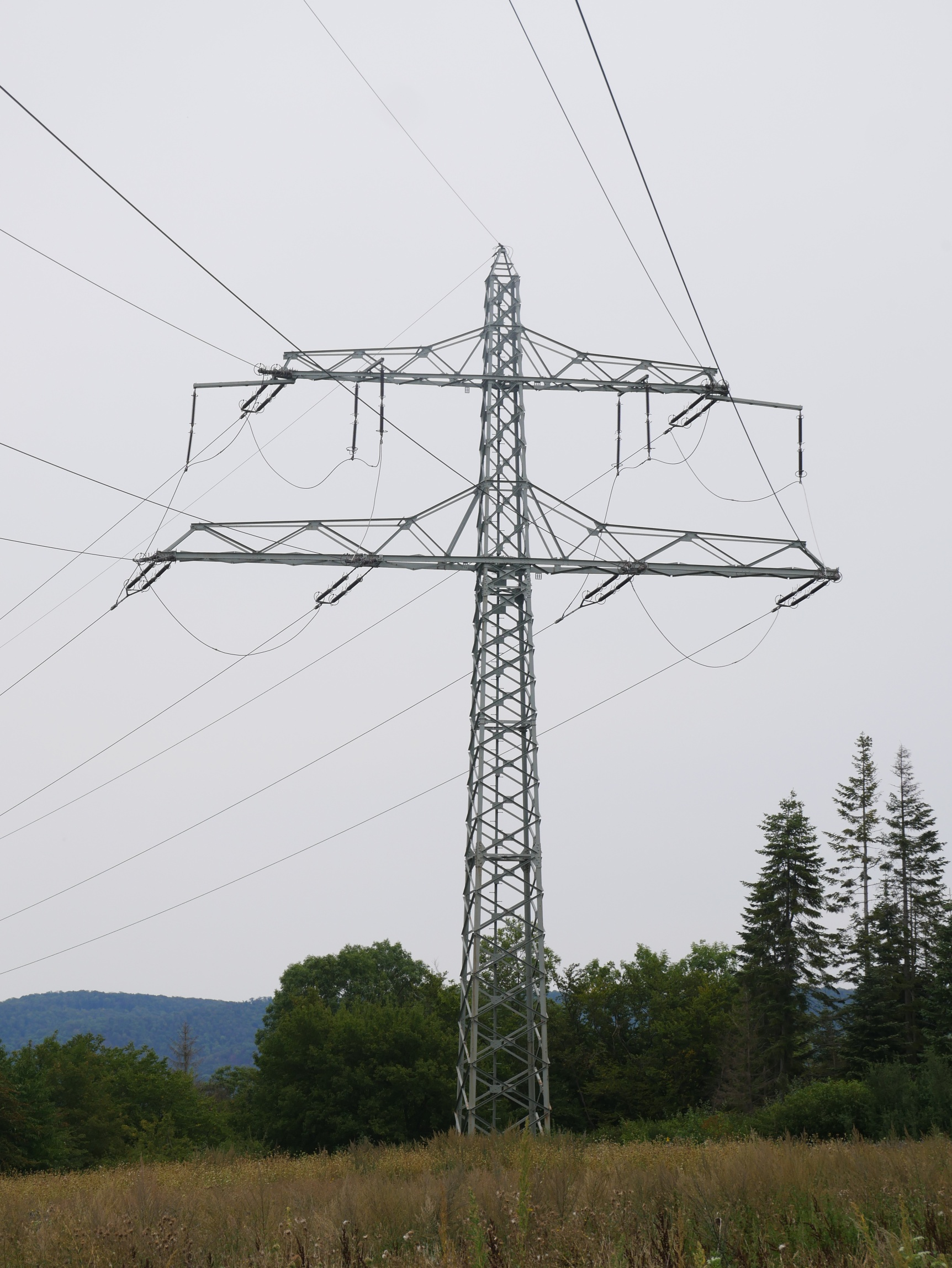
Eck- und Verdrillmast der 220-kV-Leitung Lehrte–Hardegsen in der Nähe von Warzen (Alfeld)
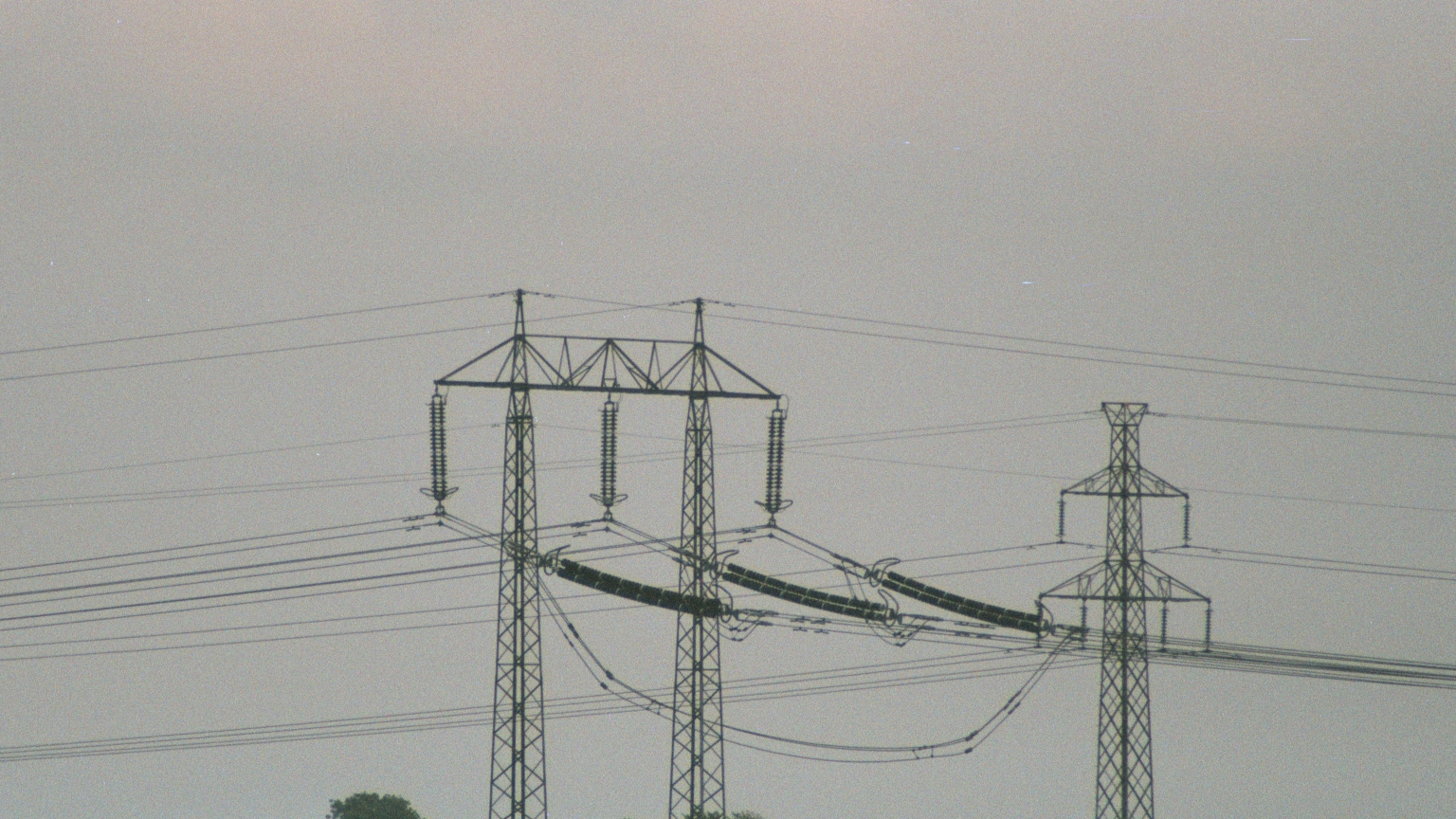
Verdrillung im Spannfeld einer 420 kV-Leitung in Schweden